# Pochwała głupoty
Pochwała głupoty (gr.: Morias Enkomion (Μωρίας Eνκώμιον), łac. Stultitiae Laus) – rozprawa filozoficzna Erazma z Rotterdamu napisana w 1509 roku.

## Tematyka
Pochwała głupoty jest wzorowaną na adoksografii satyrą na społeczeństwo renesansu. Erazm z Rotterdamu ukazuje głupotę jako źródło wszelkiej ludzkiej szczęśliwości. Zestawia ją z mądrością, która doprowadza człowieka do cierpienia i przedwczesnej śmierci. Groteskowy charakter utworu wzmacnia to, że odwróceniu wartości towarzyszy przedstawienie głębokich, ponadczasowych prawd o naturze ludzkiej.